# Verhoogde halsgevel

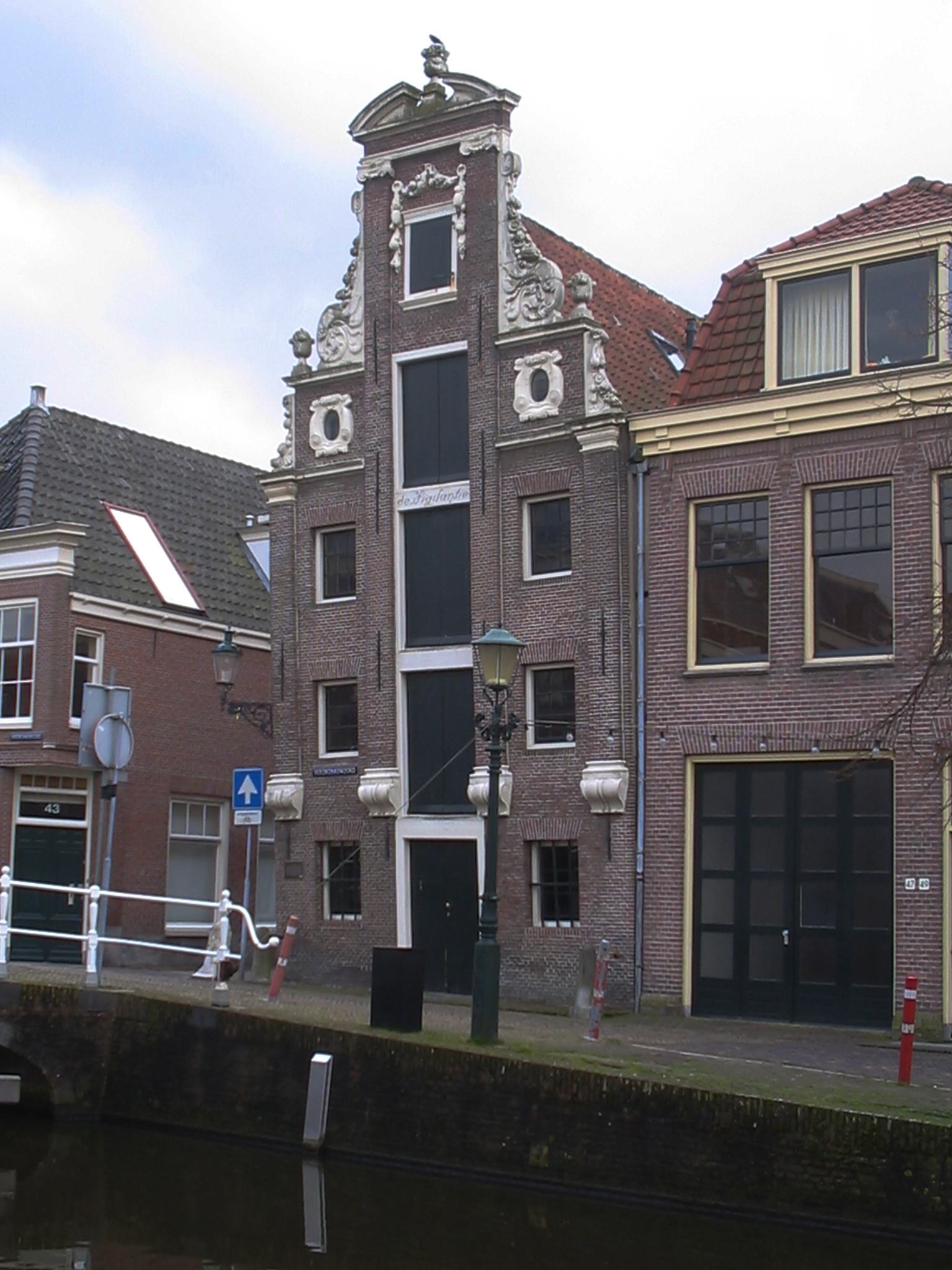
Pakhuis De Vigilantie, Alkmaar

Een verhoogde halsgevel of verhoogde trapgevel is een 17e-eeuws Amsterdams geveltype met bakstenen voorgevel, dat in plaats van twee hoeken vier hoeken van 90° heeft, opgevuld met klauwstukken. Dit geveltype kan worden gezien als een overgangstype van de trapgevel naar de (gewone) halsgevel. Vaak zijn verhoogde halsgevels tevens pilastergevels, omdat de overgang van de trapgevel naar de halsgevel voortvloeit uit het populair worden van het classicisme in Amsterdam. Classicistische elementen als pilasters, kroonlijsten en frontons worden op grote schaal toegepast.
Soms komen verhoogde halsgevels voor, waarvan de onderste trap even breed is als de ondergevel, waardoor een rechte hoek en dus ook vleugelstukken ontbreken. Deze gevels vormen een overgangstype tussen de verhoogde en "gewone" halsgevel.